# Jean Emmenegger
Jean Emmeneger est un footballeur suisse actif après la Seconde Guerre mondiale.

## Biographie
Il commence sa carrière en 1946 aux SR Colmar avant d'évoluer la saison suivante au FC Bâle.
En 1948-1949, il joue 17 matchs en D2 avec l'Amiens SC. Les deux saisons suivantes, il s'engage en D2 avec le RC Besançon, jouant 41 matchs et marquant 5 buts.
Il est connu en 1951 comme entraîneur des SR Colmar.